# روزی اودانل
روزن «روزی» اودانل (به انگلیسی: Roseann "Rosie" O'Donnell) (زاده ۲۱ مارس ۱۹۶۲) کمدین، بازیگر و نویسنده اهل ایالات متحده آمریکا است.

## فعالیت‌ها
اودانل کمدین، بازیگر، نویسنده، ویراستار مجله، بلاگر، فعال حقوق همجنس‌گرایان (خود وی نیز همجنس‌گراست) و تهیه‌کننده تلویزیونی است.
از کارهای او می‌توان به سریال پرورشگاهی‌ها (۲۰۱۳-اکنون) و به‌عجیبی مردم و  فیلم‌ های هر کاری خواهم کرد، هریت جاسوس و گرگ و میش گلدها اشاره کرد.